# Otava Yo
Otava Yo (kyrillisch Отава Ё) ist eine russische Folk-Rock-Band aus Sankt Petersburg, die 2003 gegründet wurde und „keltische“ Musik mit russischen Volksliedern verbindet.

## Bandgeschichte
Alexei Belkin, Alexei Skosyrew, Dmitri Schichardin und Petr Sergejew spielten ab 2000 als Straßenmusiker vor allem in ihrer Heimatstadt Sankt Petersburg. Von ihnen war nur Schichardin als Musiker ausgebildet worden. Belkin und Schosyrew spielten auch bei Reelroadъ, die ihre Musik als Post-Folk bezeichnet, Schichardin und Sergejew bei Сказы леса. 2003 beschlossen sie, als Quintett unter dem Namen Otava Yo aufzutreten, das etwa „Grummet“ bedeutet, also die zweite, bessere Heuernte im Spätsommer – gemeint ist damit, dass die Band musikalische Vorlagen durch ihre Bearbeitungen verbessert. Anfangs spielte die Band irische Instrumentalmusik, bevor sie sich auch russischen Liedern in neuer Interpretation zuwandten. Otava Yo ist für ihre humorvollen Auftritte und Videos bekannt. Die männlichen Mitglieder traten zeitweise mit Pelzmützen und in Feinripp-Unterhemden auf.
Die Band spielt oft im Ausland, unter anderem 2015 auf dem Bardentreffen in Nürnberg und 2016 auf dem WOMAD-Festival im britischen Charlton Park.

## Diskografie

### Alben
- 2006: Под аптекой (etwa: „Unter der Apotheke“)
- 2009: Жили-были (etwa: „Es war einmal“)
- 2011: Рождество (etwa: „Weihnachten“)
- 2013: Что за песни (etwa: „Welche Lieder“)
- 2015: Лучшие песни 2006–2015 (etwa: „Beste Lieder 2006–2015“)
- 2015: Дайте маленькое времечко весёлому побыть! (etwa: „Gib ein bisschen Zeit, um fröhlich zu sein!“), CD/DVD
- 2018: Любишь ли ты? (etwa: „Liebst du?“)[4]